# آریزونا (فیلم ۱۹۱۳)
«آریزونا» (انگلیسی: Arizona) یک فیلم صامت به کارگردانی آگوستوس توماس است که بر اساس نمایشنامه ای به همین نام از خودِ او ساخته و در سال ۱۹۱۳ منتشر شد.